# Bogdan Filow

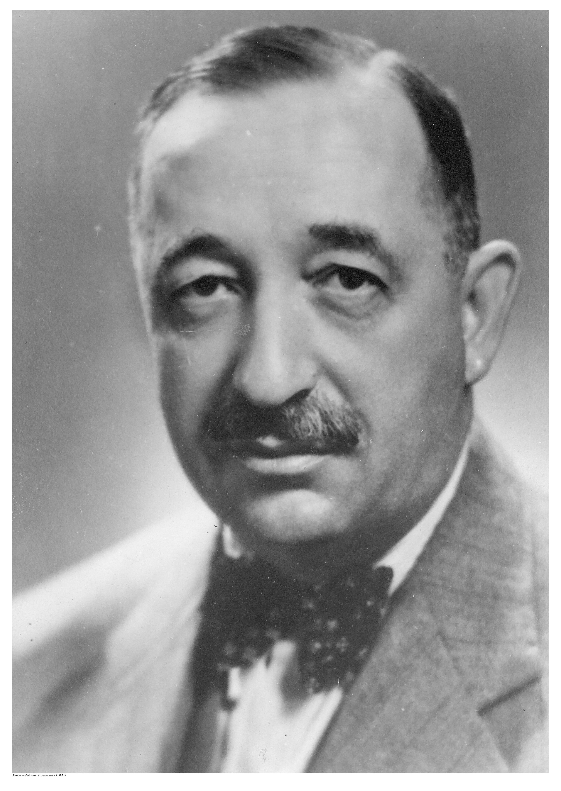
Bogdan Filow

Bogdan Dimitrow Filow (bulgarisch Богдан Димитров Филов, wissenschaftliche Transliteration Bogdan Dimitrov Filov; * 9. April 1883 in Stara Sagora; † 2. Februar 1945 in Sofia, hingerichtet) war ein bulgarischer Archäologe, Vorsitzender der Bulgarischen Akademie der Wissenschaften, 28. bulgarischer Premierminister in der 57. und 58. bulgarischen Regierung vom 16. Februar 1940 bis zum 9. September 1943, Regent des minderjährigen Thronfolgers Simeon von Sachsen-Coburg und Gotha und ein einflussreicher Politiker. Er war seit 1932 mit der Volkskundlerin Ewdokia Petewa-Filowa verheiratet.

## Leben
Nach dem Besuch verschiedener Schulen in Karlowo und Plowdiw, schloss Filow 1900 in Sofia das 1. Jungengymnasium ab.
Als Stipendiat des bulgarischen Kulturministeriums studierte er in Deutschland, Klassische Philologie in Würzburg (1901) und Leipzig (1902–1903), sowie Archäologie und römische Geschichte in Freiburg im Breisgau (1904–1906). Hier wurde er 1906 bei Ernst Fabricius mit einer Dissertation Die Legionen der Provinz Moesia von Augustus bis auf Diocletian promoviert. 1906 bis 1907 war er wissenschaftlicher Mitarbeiter am Archäologischen Nationalmuseum in Sofia. 1907 bis 1909 vertiefte er seine Studien bei Reisen nach Bonn, Paris und Rom. Von 1908 bis 1909 arbeitet er in der Handschriftenabteilung des Nationalmuseums in Sofia, von 1909 bis 1910 war er der Leiter der mittelalterlichen und numismatischen Abteilungen des Museums und von 1910 bis 1920 dann Direktor des Nationalmuseums.
Er begann 1909 mit den Ausgrabungen in Hisar (Chissarja) bei Plowdiw.  1910 bis 1912 führte er Grabungen in der Sophienkirche in Sofia durch. 1921 begann er Ausgrabungen in der antiken Stadt Kabyle (bei Jambol). Während der Balkankriege unternahm er drei wissenschaftliche Reisen nach Ostthrakien, an die Ägäis und nach Mazedonien.
1914 wurde er an der Universität Sofia habilitiert. Von 1920 bis 1941 war er dort Professor für Archäologie und Kunstgeschichte. 1921 wurde er Direktor des neu gegründeten Bulgarischen Archäologischen Instituts.
1929 bis 1931 erforschte er den Grabhügel im Dorf Duwanli (bei Plowdiw).
1931 wurde er Mitglied der Bulgarischen Akademie der Wissenschaften und war von 1937 bis 1944 deren Präsident.

## Politische Tätigkeit
1938 wurde er Minister für Volksbildung in der Regierung von Georgi Kjoseiwanow. 1940 wurde er Vorsitzender des Ministerrates. Am 1. März 1941 unterschrieb er in Wien den Beitritt Bulgariens zum Dreimächtepakt – damit schloss sich Bulgarien offiziell den Achsenmächten an. Die von ihm angeführte Regierung erklärte am 12. Dezember 1941 den Vereinigten Staaten und dem Vereinigten Königreich den Krieg – der Sowjetunion wiederum nicht.
Als Vertrauter des bulgarischen Zaren Boris III. wurde er 1940 Premierminister des Königreich Bulgariens. Er löste dabei Georgi Kosseiwanow ab. Trotz der Mitgliedschaft in der Achse versuchten Filow und Zar Boris III., Bulgarien so weit wie möglich aus dem Krieg rauszuhalten. Auch die Verfolgung der bulgarischen Juden wird ihm angelastet.
Als Ministerpräsident ließ Filow 1941 den bulgarischen PEN-Club aufgrund der pazifistischen Haltung der Schriftstellervereinigung schließen – während er selbst Präsident des PEN-Clubs war.
Filow blieb bis kurz nach dem Tod des Zaren Boris III. (28. August 1943) Premierminister. Sein Nachfolger als Premierminister war für 5 Tage Petar Gabrowski und danach Dobri Boschilow.
Danach wurde er Mitglied des am 9. September 1943 vom bulgarischen Parlament gebildeten Regentenrates, der eingesetzt wurde, weil der neue Zar Simeon II noch nicht volljährig war. Den Regentenrat bildete er zusammen mit Fürst Kyrill von Bulgarien (dem Bruder von Boris III.) und dem Kriegsminister Generalleutnant Nikola Michow.
Nach der Vereinbarung eines Waffenstillstandes mit der Sowjetarmee 1944 wurde der Rat aufgelöst. Die neu eingesetzte Regierung wurde von den Kommunisten dominiert, welche – unterstützt durch die sowjetischen Truppen in Bulgarien – die Forderung nach unabhängigen Wahlen ablehnten und am 15. September 1946 die Volksrepublik ausriefen. In der Zwischenzeit wurden Filow und Fürst Kiril Preslawski, acht Berater des Zaren, 22 Minister des Kabinetts Filow, die Nachfolger Filows, Dobri Boschilow und Iwan Bagrjanow sowie 66 Abgeordnete von einem Volksgericht mit der Begründung, sie hätten Bulgarien in den Krieg hineingezogen, zum Tode verurteilt und am 2. Februar 1945 hingerichtet.

## Wissenschaftliche Ehrungen
Ordentliches Mitglied
- des Kaiserlich Russischen Archäologischen Instituts, Konstantinopel (1910)
- des Deutschen Archäologischen Instituts, Berlin (1924)
- des Österreichischen Archäologischen Instituts, Wien
- Gründer und Mitglied der Union der bulgarischen Wissenschaftler, Schriftsteller und Maler, Sofia (1918)

Ehrenmitglied
- der Archäologischen Gesellschaft in Athen
- der Preußischen Akademie der Wissenschaften, Berlin[4] (1943)

Korrespondierendes Mitglied
- der Preußischen Akademie der Wissenschaften, Berlin[5] (1938)
- der Bayerischen Akademie der Wissenschaften, München[6] (1930)
- des Slawischen Instituts N. Kondakov, Prag (1929)
- der Ungarischen Archäologischen Gesellschaft, Budapest
- der Wissenschaftlichen Gesellschaft in Göttingen (1932)
- der Kőrösi Csoma-Gesellschaft, Budapest (1928)
- der Numismatischen Gesellschaft, Wien
- der Komitee für etruskische Forschungen, Florenz
- der Komitee für byzantinische Forschungen, New York

Doktor Honoris Causa
- der Universität Athen, 1937
- der Universität Berlin, 1939
- der Universität Budapest, 1941
- der Universität Padua, 1942

## Schriften (Auswahl)
Siehe die Bibliographie bis 1931 in Bulletin de l’Institut Archéologique Bulgare 6, 1930–1931, S. 241–246.

### Fremdsprachliche Publikationen
- Die Legionen der Provinz Moesia von Augustus bis auf Diocletian (Klio, Beiheft 6), Leipzig 1906 (Nachdruck Aalen 1963) (= Dissertation). Hier abrufbar.
- Erosstatue aus Nicopolis ad Istrum, Berlin 1910.
- Die altbulgarische Kunst, Haupt, Bern 1919 = Early Bulgarian Art, Haupt, Bern 1919.
- L’ancien art bulgare, Librairie F. Alcan, Paris 1922.
- L’art antique en Bulgarie, Sofia 1925.
- Die archaische Nekropolis von Trebenischte am Ochrida-See, de Gruyter, Berlin 1927.
- Les miniatures de la Chronique de Manassès à la Bibliothèque du Vatican (Cod. vat. slav. II), Sofia 1927.
- Die Grabhügelnekropole bei Duvanlij in Südbulgarien, Sofia/Hiersemann, Leipzig 1934.
- Geschichte der altbulgarischen Kunst bis zur Eroberung des bulgarischen Reiches durch die Türken, de Gruyter, Berlin 1932.
- Bulgariens Weg. Die Außenpolitik der bulgarischen Regierung. Bulgariens Beitrag zur Errichtung der neuen Ordnung, Hofdruckerei, Sofia 1942.

### Bulgarischsprachige Publikationen
- Антични паметници в Народния музей, 1912.
- Археологически паралели. Студии върху историята на античното изкуство в България, 1912.
- Софийската църква «Св. София», Sofia, 1913 (Nachdruck, Sofia, 2005).
- Старобьлгарското изкуство, Sofia, 1924; (Nachdruck, 1993).
- Миниатюрите на Манасиевата хроника във Ватиканската бибилотека, Sofia, 1927.
- Старобългарска църковна архитектура, 1930.
- Римското владичество в България, 1931.
- Първите десетилетия на съвременното българско изкуство, Sofia, 1932.
- Надгробните могили при Дуванлий в Пловдивско. При сътрудничеството на Иван Велков и Васил Миков, Sofia, 1932.
- Кръглата Преславска църква и нейните предшественици, Sofia, 1933.
- Софийската църква «Св. Георги», Sofia, 1933 (Nachdruck Sofia, 2005).
- Миниатюрите на Лондонското евангелие на цар Иван Александра, Sofia, 1934.
- Надгробните могили при Дуванлий в Пловдивско, 1934.
- Куполните гробници при Мезек, 1937.
- Идеите и делата на днешния безпартиен режим, Sofia, 1942.
- Дневник / под общата редакция на Илчо Димитров (Изд-во на Отечествения фронт), Sofia 1986; (Nachdruck 1990).
- Пътувания из Тракия, Родопите и Македония — 1912—1916 / съставител Петър Петров (Унив. Изд-во «Св. Климент Охридски»), Sofia, 1993.